# John Manners-Sutton
John Henry Thomas Manners-Sutton (ur. 27 maja 1814 w Londynie, zm. 24 czerwca 1877 tamże) – brytyjski arystokrata, 3. wicehrabia Canterbury (lord Canterbury), polityk i administrator kolonialny. W latach 1841–1846 wiceminister spraw wewnętrznych Wielkiej Brytanii, zaś w latach 1866–1873 gubernator Wiktorii.

## Życiorys

### Pochodzenie i młodość
Był młodszym z dwóch synów Charlesa Mannersa-Suttona, który najpierw był spikerem Izby Gmin, a następnie zgodnie z tradycją został kreowany parem dziedzicznym jako wicehrabia Canterbury. Ukończył Eton College, a potem studia w Trinity College na Uniwersytecie Cambridge. W młodości grał wyczynowo w krykieta, najpierw reprezentując klub uniwersytecki z Cambridge, a później Marylebone Cricket Club.

### Polityk
We wrześniu 1839 został po raz pierwszy wybrany do Izby Gmin, gdzie zasiadał w ławach Partii Konserwatywnej, jednak stracił mandat w kwietniu kolejnego roku, gdy wybory w jego okręgu zostały unieważnione. W 1841 został wybrany ponownie. W tym samym roku został powołany do rządu jako wiceminister spraw wewnętrznych w randze podsekretarza stanu. Opuścił parlament w 1847.

### Administrator kolonialny
W 1854 dołączył do służby kolonialnej i został gubernatorem porucznikiem Nowego Brunszwiku. W 1861 powrócił do Anglii, ale po trzech latach ponownie wyjechał na placówkę gubernatorską, tym razem na Trynidad. W 1866 został przeniesiony na stanowisko gubernatora Wiktorii. W czasie pobytu w Australii, w 1869 roku, odziedziczył tytuł wicehrabiego Canterbury i tym samym miejsce w Izbie Lordów po bezpotomnej śmierci swego starszego brata Charlesa. Mimo to pozostał na stanowisku gubernatorskim aż do 1873, kiedy to powrócił do kraju.

### Śmierć
W Anglii przeżył jeszcze cztery lata, poświęcając się pracy parlamentarnej w Izbie Lordów. Zmarł w czerwcu 1877 w wieku 63 lat. Tytuł wicehrabiego odziedziczył po nim Henry, najstarszy z jego pięciu synów.

## Odznaczenia
W 1866 otrzymał Order Łaźni klasy Rycerz Komandor, co pozwoliło mu dopisywać przed nazwiskiem tytuł Sir, jednak zgodnie z zasadami brytyjskiej tytulatury zaprzestał tego w 1869, gdy uzyskał tytuł dziedziczny. W 1873 otrzymał Order św. Michała i św. Jerzego najwyższej klasy Rycerz Wielkiego Krzyża.